# Mária Bartuszová
Mária Bartuszová (24. dubna 1936, Praha – 22. prosince 1996, Košice) byla slovenská sochařka českého původu, která žila a tvořila v Košicích.

## Život
Mária Bartuszová studovala od roku 1956 na pražské Umprum v ateliéru porcelánu a keramiky u prof. Otty Eckerta. Počas studií poznala Juraja Bartusze, kterého si v roce 1961 vzala. V roce 1963 se s manželem odstěhovala do Košic, kde žila a tvořila až do své smrti. Zemřela v roce 1996 na následky autoimunitního onemocnění - Sjögrenova syndromu.

## Tvorba

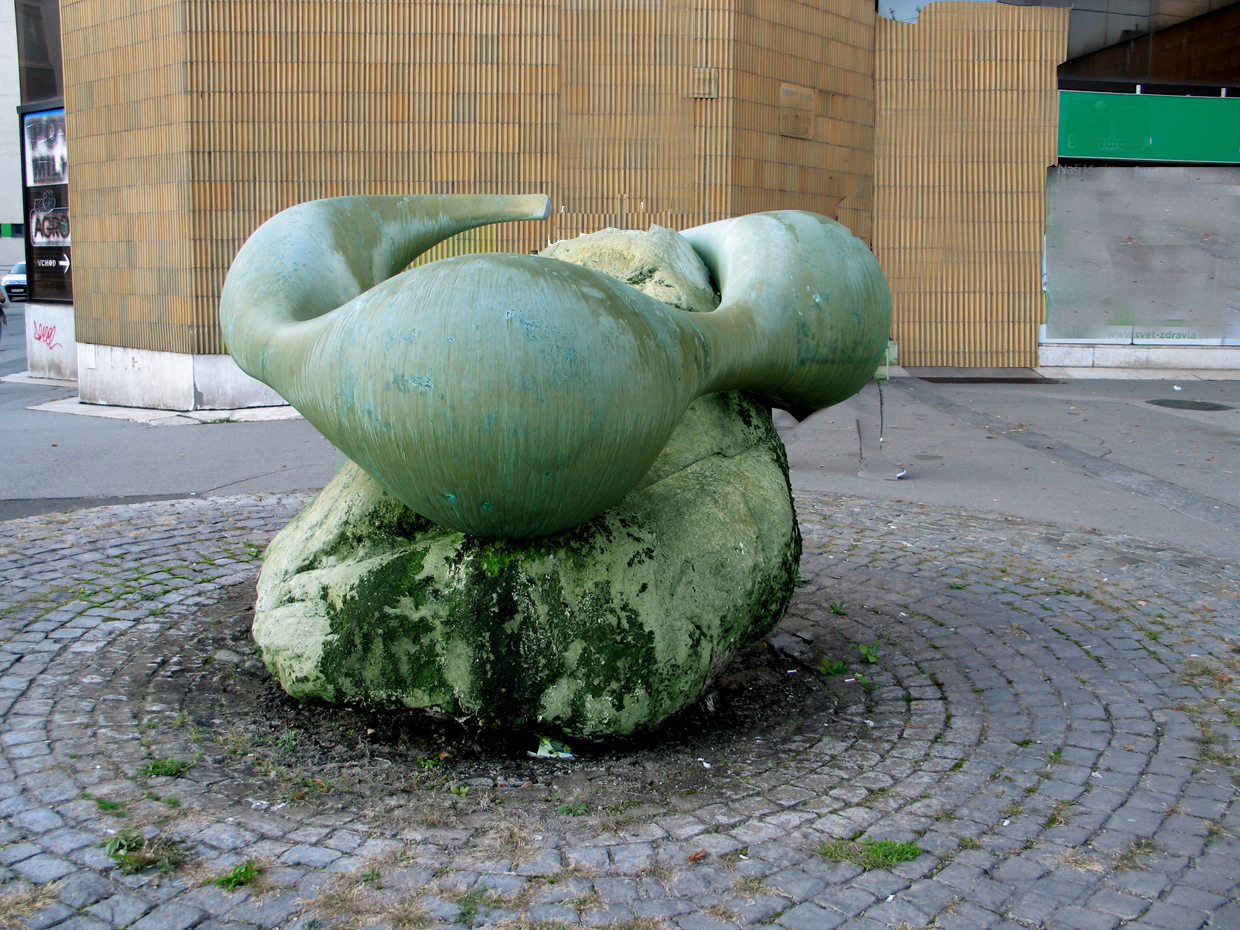
Fontána u obchodního domu Dargov, Košice

Plastiky Márie Bartuszové lze tvarově i materiálově označit jako křehké. Diváka jako kdyby nabádali k doteku.

## Výstavy

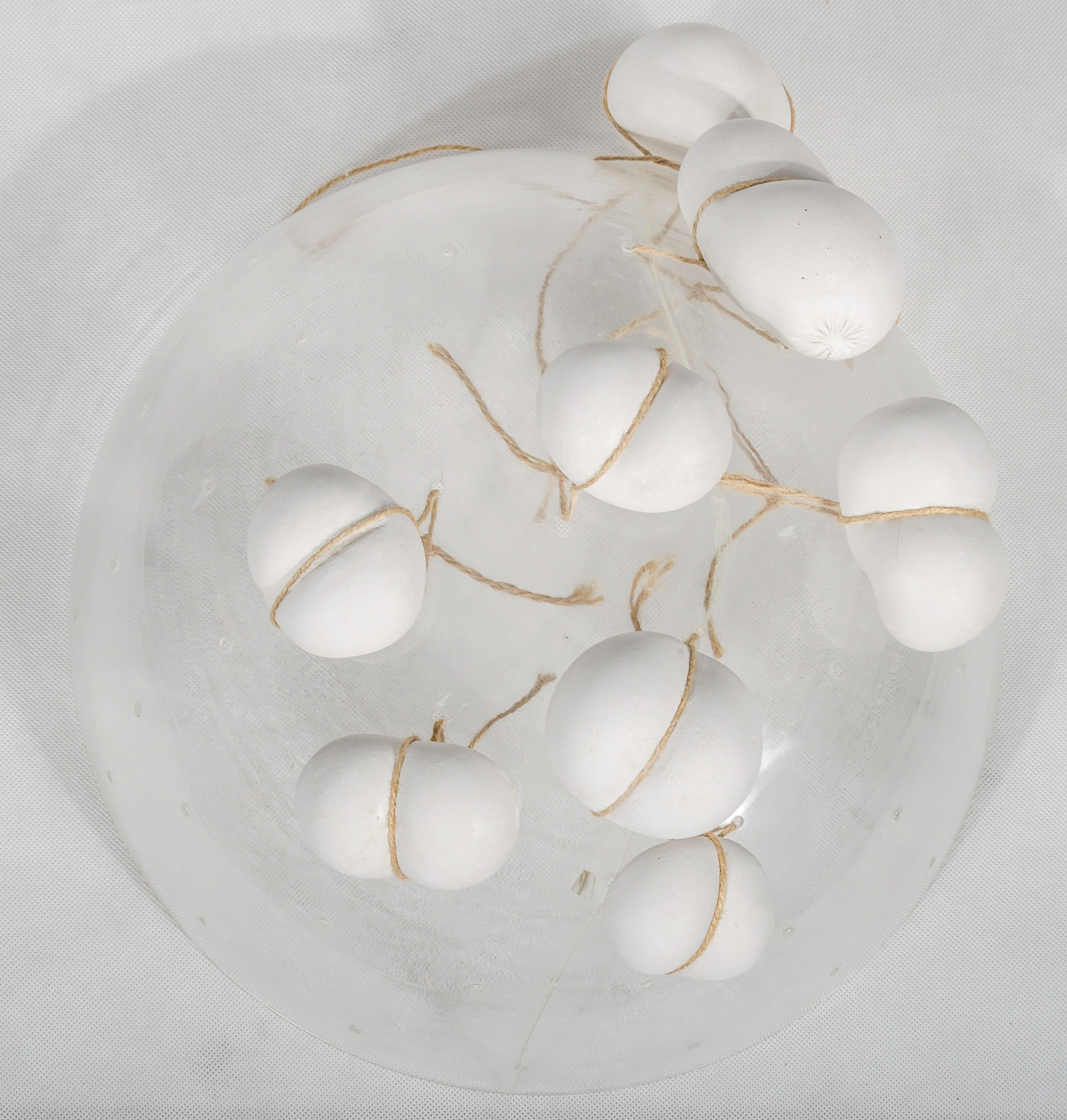
Bez názvu, 1987

Od roku 1968 patřila k členům umělecké skupiny Klub konkrétistů, se kterou rovněž vystavovala. První samostatní výstava se uskutečnila v Galerii Miloša Alexandra Bazovského v Trenčíně v roce 1983 pod názvem Transformácia foriem – Sochy Márie Bartuszovej. Většího ohlasu se tvorbě Márii Bartuszové dostalo až posmrtně. V roce 2005 proběhla v SNG její retrospektivní výstava Cesta k organickej plastike. Pro rozpoznání kvalit její tvorby v evropském kontextu byly mezníky zejména výstavy Documenta XII. v Kasselu v roce 2007 a Rollenbilder in der Kunst Osteuropas v MUMOK ve Vídni roce 2009. V roce 2022 se pak uskutečnila její samostatní retrospektiva v londýnské Tate Modern, která ji definitivně etablovala mezi tvůrce světového významu.

## Ocenění
- Řád Ľudovíta Štúra I. třídy, in memoriam 2022.[2]